# KNOCKIN'“T”AROUND
『KNOCKIN'“T”AROUND』（ノッキン・ティー・アラウンド）は、日本の音楽ユニットB'zのギタリスト松本孝弘の3作目のオリジナル・アルバム。1999年4月14日に発売された。

## 内容
松本がボーカル・作詞に挑戦している意欲作。「グループをやる上で歌い手の気持ちが知りたかった。」のが制作動機のひとつだったという。また、「（B'zデビュー10周年を終えて）今までやったことのないことをやらなきゃいけないと思った。」とコメントしている。
1996年の『B'z LIVE-GYM'96 "Spirit LOOSE"』ツアーで披露された「あなたへ…」、1998年の『B'z LIVE-GYM'98 "SURVIVE"』ツアーで披露された「いてもうたるで」は未収録となった。
1999年5月7日には、NHK BS2で特別番組『松本孝弘 ソロ・プロジェクト 〜B'zへの挑戦〜』が放送された。

## 収録曲
1. THE CHANGING 〜Electric Lady Mix〜(4:26)
  - 本作からの先行シングルで、本作にはアルバム・バージョンで収録されている。
  - サブ・タイトルの「Electric Lady」とはニューヨークにあるレコーディング・スタジオの名称で、同スタジオでアルバムバージョンのラップのダビングとトラック・ダウンが行なわれた[3]。
2. Nothin' But The Blues(3:50)
  - 原曲は1997年の『B'z LIVE-GYM Pleasure'97 "FIREBALL"』ツアーで弾き語りで披露した楽曲。原曲は英語詞で、本作に収録するにあたり日本で歌詞を書き下ろし、バンドでのアレンジが施された[3]。
  - 作詞には映画『クロスロード』が影響しているという[3]。
3. HEAVEN(5:18)
  - 間奏で速弾のギター・ソロが登場する。メロディに言葉を詰め込んだアイデアは「やれるかどうかわからないけどやってみたかった」と述べている[4]。
4. SAKURA(4:51)
  - 本作のレコーディングで最後に制作された楽曲[3]。
  - 編曲は大島康祐が担当した。
5. GO FURTHER(4:33)
  - 1999年・2000年のフジテレビ系列『F1グランプリ』テーマ曲。インストゥルメンタル曲。
  - ベースにMR. BIGのビリー・シーンが、ドラムにLUNA SEAの真矢が参加している（ビリーとはB'zのアルバム『Brotherhood』でも共演している）。B'zのライブでは1999年の『B'z LIVE-GYM'99 "Brotherhood"』と2015年の『B'z LIVE-GYM 2015 -EPIC NIGHT-』で披露された。
  - アルバム『House Of Strings』には別バージョンが収録されている。
6. two of us(3:29)
  - PVは、サンタモニカの街を2日間歩き回って撮影したもの。
7. 神様へ(4:18)
  - 歌詞は、制作当時に社会で起きた出来事に対する思いを歌ったもの[3]。
  - 歌詞カードには記載されていないが、“I don't know why please save me lord from this evil world”というシャウト部分がある。PVが制作されている。
8. 冬の灯(5:40)
  - ギターのアルペジオのフレーズは、シンセサイザーのギターとアコースティック・ギター（Martin 000-18）のユニゾンとなっている[3]。
9. 愛〜愛〜愛〜(4:01)
10. ゼロより ゼロから(3:24)
  - PVが制作されている。
  - レコーディングの初期にできた楽曲で、アコースティック・ギター一本で制作されたデモ・テープが存在する[3]。
11. Believin' You(4:05)
  - インストゥルメンタル曲。PVが制作されている。

## 使用機材
TAK MATSUMOTO
- ギター
  - Gibson '91 Les Paul Standard Gold Top(全曲)
  - Yairl Electric Acoustic(#2)
  - Fender Stratocaster(#2,6,9,10)
  - Martin 000-18(#8,10)

- エフェクター
  - Budda BUD-WAH(#1,3,5)
  - Retrospec SQUEEZE BOX(#2,6,9,10)
  - Maxon CS-550(#2,10)
  - Kron CENTAUR(#4,5,6,7,8,10)

- アンプ
  - Bogner ECSTASY(全曲)

## タイアップ
- フジテレビ系『1999 F1グランプリ』オープニングテーマ (#5)
- フジテレビ系『2000 F1グランプリ』オープニングテーマ (#5)

## 参加ミュージシャン
- 松本孝弘：ギター、ボーカル・作詞（#1-4.6-10）、作曲・編曲
- 池田大介：編曲（#1-3.5-11）
- 大島康祐：編曲（#4）
- 山木秀夫：ドラム（#3.4.6-11）
- 村上“ポンタ”秀一：ドラム（#2）
- 真矢：ドラム（#5）
- ビリー・シーン：ベース（#5）
- バカボン鈴木：ベース（#2.4.6-11）
- 中村“キタロー”幸司：ベース （#3）
- 小野塚晃：ピアノ・オルガン（#2.4.7.9-11）
- 篠崎Strings：ストリングス（#2.5.6.8.10.11）
- 宇徳敬子：コーラス（#1.2.4.8.10）
- 生沢佑一：コーラス（#1-3.7.9）
- 本田孝信：コーラス（#4.6.8.10）
- The Waters：コーラス（#11）
- APANI：ラップ(#1)